# Pareutropius mandevillei
Pareutropius mandevillei är en fiskart som beskrevs av Poll, 1959. Pareutropius mandevillei ingår i släktet Pareutropius och familjen Schilbeidae. IUCN kategoriserar arten globalt som livskraftig. Inga underarter finns listade i Catalogue of Life.